# Сабир ад-Дури
Сабир Абдель Азиз ад-Дури (род. 1 июля 1949) — иракский военный и политический деятель.

## Биография
Родился 1 июля 1949 года в Эд-Дауре.
В годы правления Саддама Хусейна Сабер ад-Дури занимал ряд командных постов, в частности был начальником военной разведки и как считается принимал активное участие в кампаниях против курдов и иракских шиитов. До 1994 года он был мэром Багдада, пока его не отстранили от должности в связи с тем, что представители его племени попали в опалу. В 1996 году ад-Дури стал губернатором Кербелы и на этом посту заслужил уважение у большинства населения провинции.

## Трибунал
После падения режима Саддама Хусейна, Сабир ад-Дури был арестован и привлечён к уголовной ответственности за преступления прежнего режима.
1 июля 2004 года Сабир ад-Дури вместе с Саддамом Хусейном и десятью его сподвижниками был передан в руки правосудия временного Иракского правительства.
Он предстал вместе с Саддамом и ещё пятью соратниками свергнутого президента перед трибуналом за осуществление операции Аль-Анфаль против курдов. На суде Сабер ад-Дури отверг свою причастность к убийствам или перемещению мирных жителей.
Суд над Сабиром ад-Дури начался в августе 2006 года. Во время судебного процесса жители Кербела просили суд освободить от ответственности Сабира ад-Дури либо смягчить ему наказание, поскольку на посту губернатора Кербелы он зарекомендовал себя с положительной стороны. Несмотря на это суд 24 июня 2007 года приговорил ад-Дури к пожизненному заключению.
Спустя два месяца Сабир ад-Дури вновь предстал перед судом, на этот раз по делу о подавлении шиитского восстания в 1991 году. 2 декабря 2008 года по данному делу был повторно приговорен к пожизненному заключению.